# Charles Schneider (industriel)
Pour les articles homonymes, voir Famille Schneider, Charles Schneider et Schneider.
Charles Schneider, né à Paris 8e le 28 juin 1898 et mort le 6 août 1960 à Saint-Tropez, est un industriel français, maître de forges et dirigeant des usines Schneider et Cie au Creusot.

## Biographie
Charles Schneider naît le 28 juin 1898 à 10 heures du matin au 9 rue Vernet (8e), il est le troisième fils d'Eugène II Schneider, après Henri-Paul (1895-1918, mort pour la France) et Jean (1896-1944). Il a une sœur cadette, Marie-Zélie (1902-1999), mère de François de Cossé-Brissac et d'Elvire de Brissac.

### Vie personnelle et familiale[1]

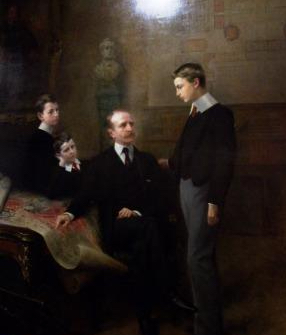
Portrait d'Eugène II Schneider et ses fils.

Son enfance se passa entre un père tyrannique et atrabilaire et une mère qui n’aimait pas ses fils. Il disait qu’il n’avait pas de langue maternelle, mais une première langue, l’anglais appris avec sa « merveilleuse » nurse anglaise. Heureusement avec ses frères ils formaient un trio inséparable et étaient très liés à "Mme Henri" (Eudoxie Asselin, leur grand-tante et la seconde épouse d'Henri Schneider). Il passa trois bachots : latin-sciences, latin-langues et sciences-langues. 
À la Première Guerre mondiale, Charles s'engage comme aspirant puis sous-lieutenant dans l'armée belge qui seule recrute des jeunes gens n'ayant pas 18 ans. Il est ensuite affecté, comme ses deux frères ainés, dans l'Aviation. Il est atteint par les gaz le 18 août 1918 et restera toujours de santé pulmonaire fragile.  
À la Gaumont, en 1932, il rencontre Lilian Constantini, actrice et petite-fille de Jules Guesde. En mai 1943 à Saint-Jean-Cap-Ferrat, Charles Schneider épouse Lilian Volpert (son vrai nom). Le couple a trois enfants : 
- Jean-Paul Schneider (1937-1938), mort d'un vaccin contre la variole
- Dominique Schneider, dite Dominique Schneidre, née le 8 juillet 1942, écrivaine
- Catherine Schneider, née le 11 octobre 1944, actrice, essayiste et romancière, épouse successivement de Jean-Pierre Megnin, Spencer Wallis, Roger Vadim et David R. Graham (d).

En 1939, Charles est mobilisé dans une unité non combattante mais, à sa demande, est affecté au 7e groupe du 306e RAT, une unité combattante, et montera en ligne le 23 mai 1940. Il reçoit deux citations l’une pour le 10 juin « a réalisé et assuré la défense du pont de Pont-de-l’Arche », l’autre pour le 24 juin « pour la défense d'Emanville ». Il reçoit la croix de guerre et est fait officier de la Légion d'honneur.    
Dès le décès de son père, il habite avec sa famille au Château de la Verrerie.  
Passionné de la mer, il est président du Yacht Club de France de 1950 à 1960. 
Fin juillet 1960, au cours de ses vacances dans sa propriété de Saint-Tropez, il se fracture la jambe à la suite d'une chute malencontreuse sur son bateau L'Aile blanche. Contraint de garder la chambre, il est emporté brutalement par une embolie pulmonaire le 6 août suivant.  
Inhumé le 10 août dans le caveau familial des Schneider dans l'église Saint-Charles au Creusot, il est transféré au cimetière de Marnes-la-Coquette, dans les Hauts-de-Seine, en 1972.

### Carrière industrielle
De retour de la guerre en 1919 et conformément aux statuts de la société en commandite par actions, Charles et Jean sont nommés cogérants de Schneider et Cie. Cependant, dès 1921, leur père Eugène II les place sous les ordres d’un directeur général avec une allocation mensuelle fixe. Ils n’assurent donc aucune responsabilité managériale et leur titre de cogérant est donc purement honorifique. Tous deux choisissent aussitôt de quitter la « Maison ». Au sein de la famille s’engage un conflit entre les deux fils, totalement isolés, et leur père, qu'ils assignent à comparaître au Tribunal de Commerce. En mars 1932, après trois procès, la Haute Cour fait droit aux deux fils contre leur père. Ils choisissent de ne pas imposer leurs vues et quittent l'univers du groupe. Ils ne revirent leur père qu’au lendemain du bombardement du Creusot le 17 octobre 1942, un mois avant sa mort.  
En 1922 Charles fait le choix de l’industrie cinématographique comme administrateur de GM-Films et de Gaumont Franco-Film Aubert (GFFA). En 1938 il sera directeur général de la Société nouvelle des établissements Gaumont. 
Au décès d'Eugène II, en octobre 1942, et Jean étant à Alger avec la France libre, Charles prend, temporairement seul, la gérance de la société avec  toutes les usines occupées. Sa double préoccupation est d’entrer en contact avec les maquis de la Résistance afin d’organiser le sabotage de ses propres usines et de s’attacher à ce qu’elles produisent le moins possible pour l'Allemagne (attesté par Yves Farge). À ses côtés Henri Charles Stroh, directeur de l'usine du Creusot, sera arrêté et déporté.   
Après la mort de Jean dans un accident d’avion en 1944, Charles est dorénavant le seul gérant. Dès la Libération, il veille au redémarrage rapide des usines du groupe. L’ère des fabrications d’armements est révolue et les nouvelles fabrications sont « destinées aux œuvres de la paix ». Il se doit « d’être concurrentiel, de garder sa place et d’innover ».   
En 1949 Charles transforme la société en holding. Schneider et Cie est la société mère qui coiffe de trois nouvelles entités : SFAC (Sidérurgie et Mécaniques), CITRA (Travaux publics) et la Société minière de Droitaumont-Bruville, auxquelles s'intègrent de multiples participations industrielles françaises et étrangères. Il en prend les présidences. Il continue ainsi de poursuivre avec succès la stratégie de ses prédécesseurs, à savoir l'alliance du métal et de la machine. Il nomme un peu partout dans le monde des représentants pour vendre des locomotives mais aussi des turbines « clés en main » des ponts et autres infrastructures métalliques. 
En 1953, il participe à la création de l'hebdomadaire L'Express. 
En 1956 il fonde au Brésil la société Mecanica Pesada, une « base avancée de la SFAC en Amérique du sud » disait-il, puis implante des sociétés aux Etats-Unis, au Canada et en Argentine. 
En 1957 il dit « avoir pris une place de premier rang dans l’énergie atomique » et participe à la création de Framatome en 1958.Il se voit reconnaître par Charles de Gaulle comme « Pilote de l'activité nationale ». 
Il assure la présidence de la Banque de l'Union européenne industrielle et financière (BUE), un établissement autonome de crédit, classé banque d’affaires, et est administrateur du Crédit Lyonnais, du Crédit foncier colonial, etc. 
Peu de temps avant son décès il aurait fait étudier les conséquences d'une transformation de la société en commandite par actions en société anonyme, plus moderne, mais il nourrissait également, semble-t-il, des projets professionnels pour ses deux filles. Son décès brutal le 6 août 1960 signifia la fin des maîtres de forges et annonça une crise du pouvoir.

### Engagement politique et patronal
Il délègue à son épouse Lilian Constantini l'ensemble des œuvres sociales du Creusot : Hôtel-Dieu, maisons des Anciens, Notre-Dame du Travail, etc. 
Dès la Libération, Charles Schneider participe activement à la reconstruction de la ville du Creusot durement touchée par des bombardements en 1942 et 1944. Il influence le ministère de la Reconstruction pour que Le Creusot soit désigné « cité pilote ». 
Néocolbertiste, hostile à la restauration de la puissance industrielle germanique et confronté aux concurrences allemande et italienne, Charles Schneider prend ouvertement des positions antieuropéennes. Il préconise un « marché intérieur solide », c’est-à-dire un marché où l'État fixe le prix des produits industriels.

## Hommages

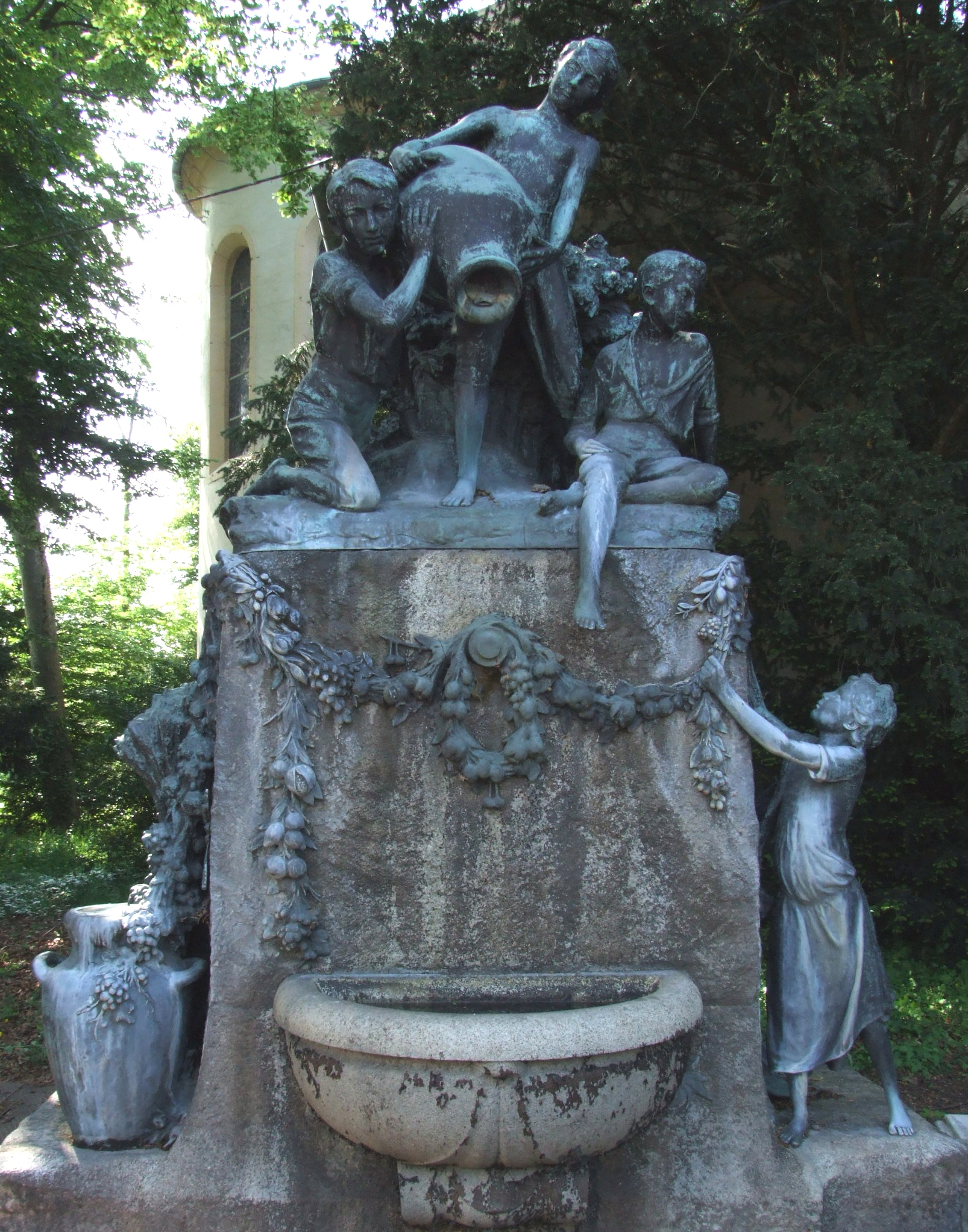
Le Creusot - Statue des enfants Schneider.

- Au Creusot, une statue en bronze sur un socle de pierre polie, due à Henri Lagriffoul, le représente comme un promeneur solitaire et pensif, nu tête, les mains dans les poches de son pardessus. Cette statue a été inaugurée le 7 septembre 1968 en présence de Mme Charles Schneider et de ses filles ; elle se trouve sur l'une des pelouses de l'ensemble HLM du Parc. Cette partie appartenait au Parc de La Verrerie où il aimait s'arrêter pour méditer lors de ses promenades à cheval, et qu'il décida de céder à l'OPAC du département en 1958.
- Le 26 avril 2020, il reçoit avec son épouse Lilian Schneider et à titre posthume la distinction de Juste parmi les nations de Yad'Vashem pour avoir sauvé  des enfants juifs de la Shoah.

(en) « The Righteous Among the Nations Database » (consulté le 12 avril 2021).